# Francisco de Miranda (paroisse civile)
Pour les articles homonymes, voir Francisco de Miranda (homonymie).
Francisco de Miranda est l'une des trois paroisses civiles de la municipalité de Francisco Linares Alcántara, dans l'État d'Aragua au Venezuela. Sa capitale est Francisco de Miranda.

## Géographie

### Hydrographie
Le territoire de la paroisse civile est limité au nord par la ligne courbe sud-ouest - nord-est constituée par le río Blanco.

### Démographie
Francisco de Miranda est une paroisse civile urbaine et constitue l'un des quartiers méridionaux de la ville de Maracay, entre les localités de Paraparal (paroisse civile voisine de Monseñor Feliciano González) et de Santa Rita (paroisse civile voisine de Francisco Linares Alcántara). Officiellement, sa capitale est Francisco de Miranda, de facto les quartiers orientaux de Paraparal, circonscrits par les avenues Los Aviadores à l'ouest et Francisco de Miranda à l'est et le río Blanco au nord.